# Berry (provincie)
Berry (sau Berri) este o provincie istorică a Franței din perioada Vechiului Regim, având ca capitală Bourges. Aceasta corespunde aproximativ părții sudice a regiunii Centre-Val de Loire, restul regiunii fiind reprezentat de Orléanais și Touraine.
Situat în centrul geografic al Franței, Berry este unul dintre cele mai vechi teritorii agricole ale țării și își datorează unitatea mai mult istoriei decât geografiei. Astăzi, identitatea sa se manifestă printr-o serie de elemente culturale specifice regiunii, exprimate mai ales în specialitățile gastronomice locale.
Structura administrativă a Berry-ului a dispărut definitiv odată cu Revoluția Franceză.

## Geografie

### Departamente
Două departamente, Cher și Indre, sunt moștenitorii fostei provincii, însă limitele acestora nu coincid exact cu cele ale vechiului Berry. Contururile provinciei erau oricum incerte, deoarece diferitele jurisdicții din perioada Vechiului Regim nu se suprapuneau întotdeauna perfect între ele.
După numeroase dezbateri, limitele noilor departamente au fost stabilite astfel:
- Cher corespunde Haut-Berry, însă include numeroase teritorii care aparțineau Bourbonnais încă din vremea primilor seniori ai casei de Bourbon[3], cum ar fi – integral sau parțial – cantoanele Saint-Amand-Montrond, Charenton-du-Cher, Châteauneuf-sur-Cher, La Guerche-sur-l'Aubois (enclava Germigny-l'Exempt), Nérondes, Sancoins și Saulzais-le-Potier.
- Indre corespunde Bas-Berry, dar cuprinde și, la vest, regiunea naturală Brenne, care făcea parte din Touraine, precum și, în sud-vest, comune din Marche și câteva altele din Poitou.

În schimb, câteva teritorii ale fostei provincii au fost incluse în departamentele Loiret și Loir-et-Cher, cum ar fi Selles-sur-Cher și Mennetou-sur-Cher.
Extremitatea sudică a fostei provincii era formată din cea mai mare parte a cantonului Boussac, care se află în prezent în departamentul Creuse.
Dacă delimitarea noii frontiere dintre Indre și Cher, astfel redefinită, nu a ridicat mari probleme, desemnarea reședinței de departament pentru Indre a fost subiectul unor controverse aprinse. Issoudun a revendicat cu insistență statutul de prefectură, însă în cele din urmă, în august 1790, titlul a fost atribuit orașului Châteauroux.

Harta fostei provincii Berry (secolul al XVIII-lea) și a comunelor și departamentelor actuale.

### Regiuni naturale
Berry este alcătuit din mai multe regiuni naturale, de la nord la sud:
- Valea Loarei (o mică parte), între Gien și Sancerre;
- Sologne (o mică parte), între Vierzon și Aubigny-sur-Nère;
- Pays-Fort;
- Sancerrois;
- Champagne berrichonne;
- Boischaut Nord;
- Boischaut Sud;
- Blancois;
- Brenne.

## Istorie

### Antichitate
Înainte de cucerirea romană, Biturigii Cubi, de la care Berry își trage numele, erau stabiliți la sud de Loara, pe un teritoriu ce corespunde aproximativ jumătății sudice a departamentului Indre, departamentului Cher și unei părți din Limousin.
- Granița cu Carnuții se afla în zona actualului oraș Vierzon.
- La est, râul Allier marca frontiera cu teritoriul Eduilor.
- La sud, oppidumul Cordes-Châteloi, situat pe teritoriul comunelor Hérisson și Bègues, marca granița cu teritoriul Arvernilor.
- Mai la vest, frontiera sudică trecea prin Aigurande, oraș aflat la limita cu teritoriul Lémovicilor.

Capitala biturigilor era Avariko sau Avaricum (astăzi Bourges). După cucerirea romană, teritoriul lor a fost inclus în provincia Aquitania Prima.
Fostul teritoriu al Biturigilor Cubi a avut un destin variabil spre sfârșitul Imperiului Roman:
- În 476, a fost anexat de regatul vizigot, aflat atunci în plină expansiune.
- În 501, după bătălia de la Vouillé, a trecut sub controlul Francilor.
- În 561, a fost integrat în regatul Burgundiei, alături de alte regiuni periferice din centrul Galiei[4].

### Evul Mediu
- În 631[5], teritoriul a fost integrat în ducatul Aquitaniei, dar mai târziu a fost dezmembrat de Pepin I, care a încredințat un fief administrat de Remistan[6], fiul lui Odo de Aquitania și unchiul ducelui Waïfre.
- Prin Tratatul de la Verdun (843), a devenit parte a regatului lui Carol cel Pleșuv, care avea să devină Regatul Franței.
- Pentru a limita puterea ducatului Aquitaniei, sub domnia regelui Raoul, partea de nord a Berry-ului a fost detașată, iar o parte a fost încredințată Casei de Blois.

Istoria Berry-ului a fost rapid legată de cea a monarhiei capețiene și a Franței, fie prin integrarea în domeniul regal, fie prin acordarea sa ca apanaj copiilor regelui.
- Până în secolul al XIII-lea, teritoriul a fost împărțit între ducatul Aquitaniei și domeniul regal.
- În 1100, vicomitatul Bourges a fost cumpărat și integrat în domeniul regal.
- Unificarea completă a Berry-ului în domeniul regal s-a finalizat sub Filip August, la începutul secolului al XIII-lea.
- În jurul anului 1240, ultimul teritoriu biturigian rămas, seigneuria de Issoudun, a fost, la rândul său, integrată în domeniul regal.

Berry este ridicat la rang de ducat în 1360, fiind acordat ca apanaj de regele Franței Ioan al II-lea cel Bun fiului său, Ioan I de Berry (1340-1416).
Ducatului de Berry revine domeniului regal la moartea ducelui Ioan, în 1416, înainte de a trece în mâinile a doi fii ai regelui Carol al VI-lea: mai întâi Ioan, apoi Carol, viitorul Carol al VII-lea.
Berry l-a găzduit, de asemenea, pe celebrul vistiernic Jacques Cœur, care a fost numit în 1438 de regele Carol al VII-lea Mare Vistiernic al Regatului Franței.

### Epoca modernă
Ducatului de Berry este din nou acordat Ioanei de Franța, fiica lui Ludovic al XI-lea, în 1498. Titlul de duce de Berry va fi apoi atribuit episodic mai multor prinți ai familiei regale, dintre care cei mai cunoscuți sunt Carol de Franța (1686-1714), unul dintre nepoții mai mici ai lui Ludovic al XIV-lea, viitorul Ludovic al XVI-lea și al doilea fiu al regelui Carol al X-lea.
La 31 decembrie 1661, Philippe de Clérembault, conte de Palluau, a fost numit guvernator al Berry.
Odată cu Revoluția Franceză, clerul din Berry îl trimite la Versailles pe Vincent Poupard, pe atunci paroh al Sancerre și istoric. În ceea ce privește nobilimea, doar unul dintre nobili a aderat la ideile revoluționare: Jean-Marie Heurtault de Lamerville.
Provincia Berry a dispărut în 1790, dând naștere departamentelor Indre și Cher.

## Patrimoniu

### Cultural

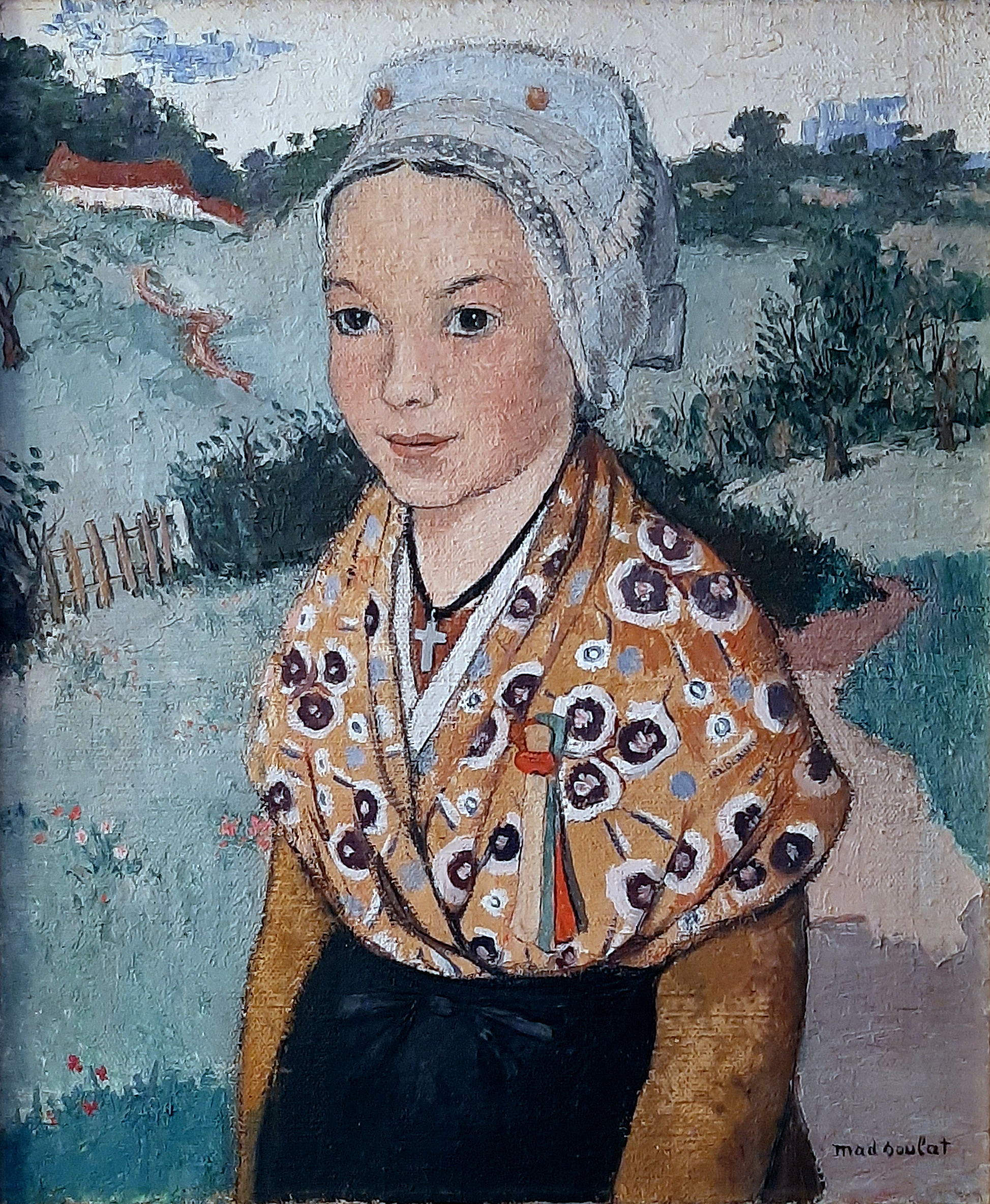
Portretul unei tinere cu bonetă pătrată din La Châtre, pictat de Madeleine Soulat în jurul anului 1938 (ulei pe pânză, 55 × 46,5 cm).

Muzica tradițională din Berry este, în general, calmă și melodioasă, iar cântecele sale tratează subiecte legate de viața rurală de zi cu zi, precum munca, dragostea, războaiele și sărbătorile. Ansamblurile muzicale sunt compuse din viela cu roată și cimpoiul, cunoscut și sub numele de musette.
Victime ale superstițiilor, Maestrii Sunători din opera lui George Sand se bucură, în general, de o reputație îndoielnică. Se spune despre ei că întrețin legături cu spiritele rele și chiar că ar fi încheiat un pact cu Diavolul.
Dansurile colective din Berry sunt, în ordinea apariției, branlele, urmate de bourrée, care se declină în mai multe forme: pătrate, drepte, încrucișate sau în cerc.
Deși Berry nu prezintă o uniformitate în ceea ce privește costumul tradițional, există mai multe ținute specifice pentru diverse ocazii. Fiecare regiune avea particularități proprii, iar în orașe vestimentația varia în funcție de moda națională.
În mod obișnuit, „biaude” era bluza de lucru a țăranului, care purta, de asemenea, ghetre și șosete albe din bumbac. Ciobanii purtau „limousine”, o mare mantie din lână destul de aspră, de obicei de culoare ecru, uneori cu dungi negre și roșii. Bărbații își înveseleau ținuta cu o batistă colorată.
Femeile purtau, atât zilnic, cât și la ocazii festive, diverse bonete, specifice fiecărei regiuni. Boneta de zi cu zi era simplă, albă, cu sau fără aripi laterale, în timp ce cea purtată la sărbători era deosebit de rafinată, împodobită cu broderii pe un fond de muselină sau tul alb.
Cea mai distinctivă dintre toate era „boneta de La Châtre”, remarcabilă prin forma sa pătrată, extrem de originală.
„Berrichon” sau graiurile berrichone sunt specifice regiunii Berry și fac parte din familia dialectelor și patois-urilor de langue d’oïl.

### Arhitectural
Berry, fiind o regiune rurală, deține un patrimoniu agricol important, care se extinde și în regiunile învecinate, prin prezența „grânelor cu pridvor”. Aceste construcții aveau mai multe funcții: protejau ușile de intemperii și ofereau o extensie utilă, permițând adăpostirea oamenilor și a echipamentului în timpul furtunilor.
Un alt tip distinctiv de construcție este „grânarul piramidal”, specific nordului departamentului Cher. Acesta este alcătuit dintr-o structură de lemn ce susține un acoperiș care coboară până la sol, oferind o protecție naturală pentru cereale și alte produse agricole.
Bisericile berrichone sunt predominant romanice și se remarcă prin fresce vechi și prezența unui „caquetoire”, un pridvor acoperit unde enoriașii se întâlneau pentru a discuta după slujbă. De asemenea, Berry numără mai multe clopotnițe torsadate, un element arhitectural rar.
Numeroase castele sunt vizibile și deschise pentru vizitare, printre cele mai notabile fiind castelul Sagonne, Meillant și Valençay, care ilustrează bogata moștenire istorică a regiunii.

#### Clădiri remarcabile din Berry
Edificii religioase:
- Catedrala Saint-Étienne din Bourges – capodoperă a artei gotice, inclusă în patrimoniul mondial UNESCO.
- Abația de Noirlac (Bruère-Allichamps)– abație cisterciană bine conservată, situată pe malul râului Cher[9].
- Abația Notre-Dame de Déols – vestigii ale unei abații benedictine din secolul al X-lea[10].
- Abația Notre-Dame de Fontgombault – mănăstire benedictină situată într-un cadru natural pitoresc[11].
- Abația de Saint-Satur – edificiu religios medieval important al regiunii[12].
- Biserica Saint-Étienne din Neuvy-Saint-Sépulchre – inspirată de Sfântul Mormânt de la Ierusalim, cu un plan circular unic[13].
- Colegiala Saint-Austrégésile din Saint-Outrille – exemplu tipic de arhitectură romanică[14].
- Biserica Saint-Amand din Saint-Amand-Montrond – monument istoric de mare valoare[15].
- Biserica Saint-Genès din Châteaumeillant – edificiu religios reprezentativ pentru arhitectura medievală[16].
- Biserica Sainte-Solange din Sainte-Solange – dedicată patroanei Berry-ului[17].
- Biserica Saint-Michel din Chârost – biserică medievală de piatră, cu elemente romanice și gotice[18].

Castele și palate:
- Palatul Jacques-Cœur din Bourges – magnific palat gotic, reședința celebrului argentier Jacques Cœur[19].
- Castelul Valençay – fostă reședință a lui Talleyrand, combinând stilurile Renașterii și clasicismului.
- Castelul Meillant – fortăreață medievală transformată într-o reședință elegantă[20].
- Castelul Mehun-sur-Yèvre – fosta reședință a regelui Carol al VII-lea, cu ruine impozante[21].
- Castelul Maupas la Morogues – castel feudal bine conservat, în stil renascentist[22].
- Castelul la Verrerie (Oizon) – situat într-un cadru natural deosebit, aparținând vechii nobilimi franceze[23].
- Castelul Buranlure la Boulleret – fortificație medievală încă locuită[24].
- Castelul Sagonne – important castel medieval cu influențe renascentiste[25].
- Castelul Bouges – cunoscut ca „micul Trianon” al Berry-ului[26].
- Castelul Boucard la Le Noyer – edificiu istoric elegant, cu fațade renascentiste[27].
- Castelul Azay-le-Ferron – castel impresionant, cu un parc amenajat în stil englezesc[28].
- Castelul Stuart la Aubigny-sur-Nère – legat de familia regală scoțiană Stuart[29].

Vestigii și arhitectură tradițională:
- Amfiteatrul galo-roman din Drevant – ruine ale unui mare teatru antic.
- Casele din Henrichemont – exemplu de urbanism planificat din secolul al XVII-lea.
- Casele cu grinzi aparente din Bourges – elemente de arhitectură medievală caracteristice orașului.
- Hôtelurile particulare din Le Blanc – reședințe aristocratice din perioada Renașterii și clasicismului.

Edificii moderne și industriale:
- Stația de radioastronomie din Nançay – centru de cercetare important în domeniul astronomiei[30].
- M.A.C.H 36 din Déols – sală de spectacole modernă, destinată evenimentelor culturale.
- Fostele uzine ale Société Française de Vierzon – vestigii industriale ale unei importante fabrici de mașini agricole.

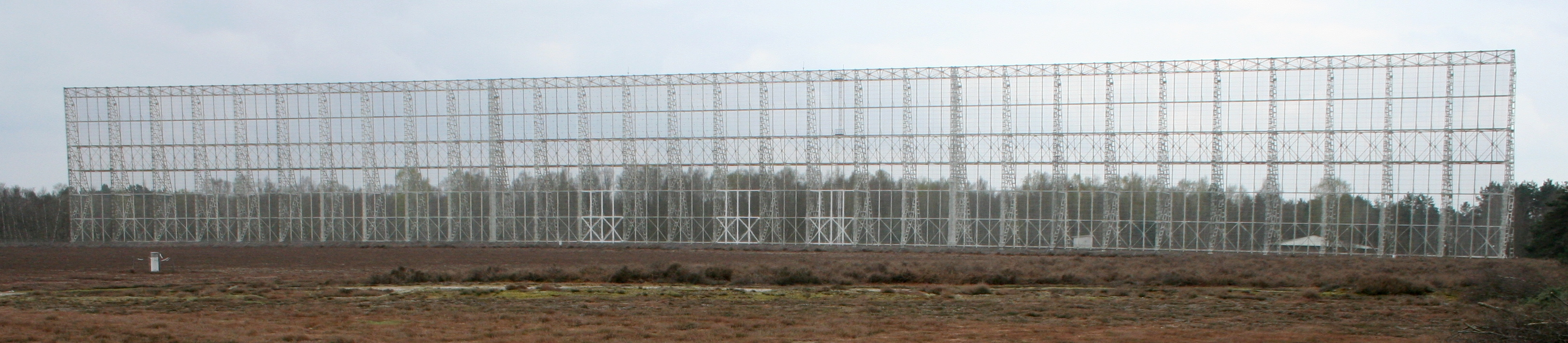
Stația de radioastronomie din Nançay, în 2008.

### Natural
Berry este traversat de Canalul de Berry, un important canal navigabil istoric.
Fauna originară din Berry include următoarele rase:
- Găina Neagră din Berry (Poule Noire du Berry).
- Măgarul Grand Noir du Berry (Âne Grand Noir du Berry).
- Oaia Berrichon de l’Indre (Mouton Berrichon de l’Indre).
- Oaia Berrichon du Cher (Mouton Berrichon du Cher).
- Capra Cou-clair du Berry (Chèvre Cou-clair du Berry).

### Personalități
- Jacques Cœur (1395/1400-1456), comerciant și finanțator, originar din Bourges.
- Charlotte d'Albret (1480-1514) și Cesare Borgia (1475-1507), principesă și prinț de Romagna, legați de La Motte-Feuilly.
- Charles-Maurice de Talleyrand-Périgord (1754-1838), om de stat, legat de Valençay.
- Henri Gatien Bertrand (1773-1844), general al Imperiului, tovarăș de exil al lui Napoleon la Sfânta Elena, originar din Châteauroux.
- George Sand (1804-1876), scriitoare, legată de Nohant-Vic.
- Berthe Morisot (1841–1885), pictoriță impresionistă, originară din Bourges.
- Maurice Rollinat (1846–1903), poet, originar din Châteauroux.
- Emmanuel de Martonne (1873-1955), geograf, originar din Chabris.
- Albert Laprade (1883-1978), arhitect, originar din Buzançais.
- Henri-Alban Fournier (1886-1914), scriitor, legat de La Chapelle-d'Angillon și Épineuil-le-Fleuriel.
- Michel Denisot (1945-), jurnalist, prezentator, regizor și producător de televiziune, originar din Buzançais.
- Hervé Vilard (1946-), cantautor, originar din La Celette.
- Gérard Depardieu (1948-), actor, producător și om de afaceri, originar din Châteauroux.
- Jean-Christophe Rufin (1952-), medic, scriitor, diplomat și academician, originar din Bourges.
- Christine Angot (1959-), romancieră, originară din Châteauroux.